# Viola cucullata
Viola cucullata là một loài thực vật có hoa trong họ Hoa tím. Loài này được Aiton miêu tả khoa học đầu tiên năm 1789.

## Hình ảnh

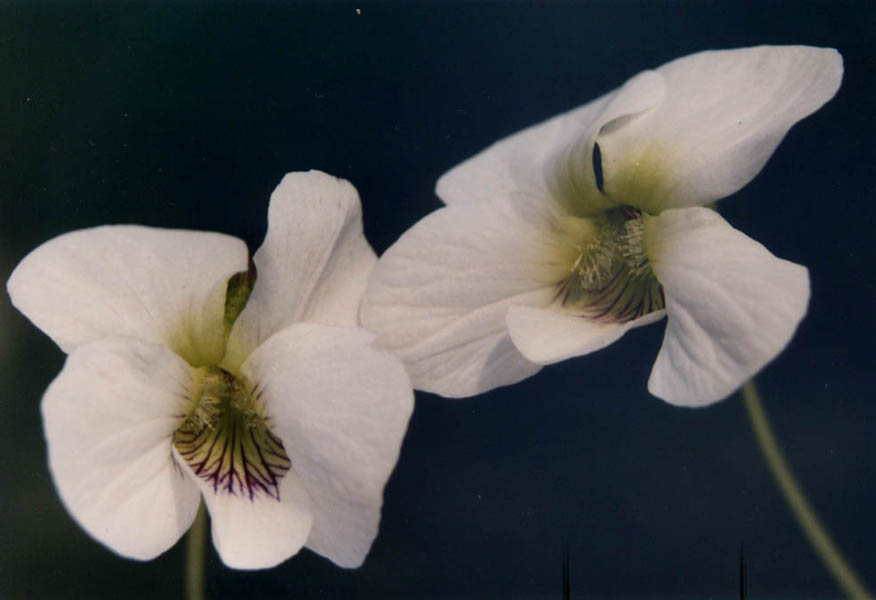
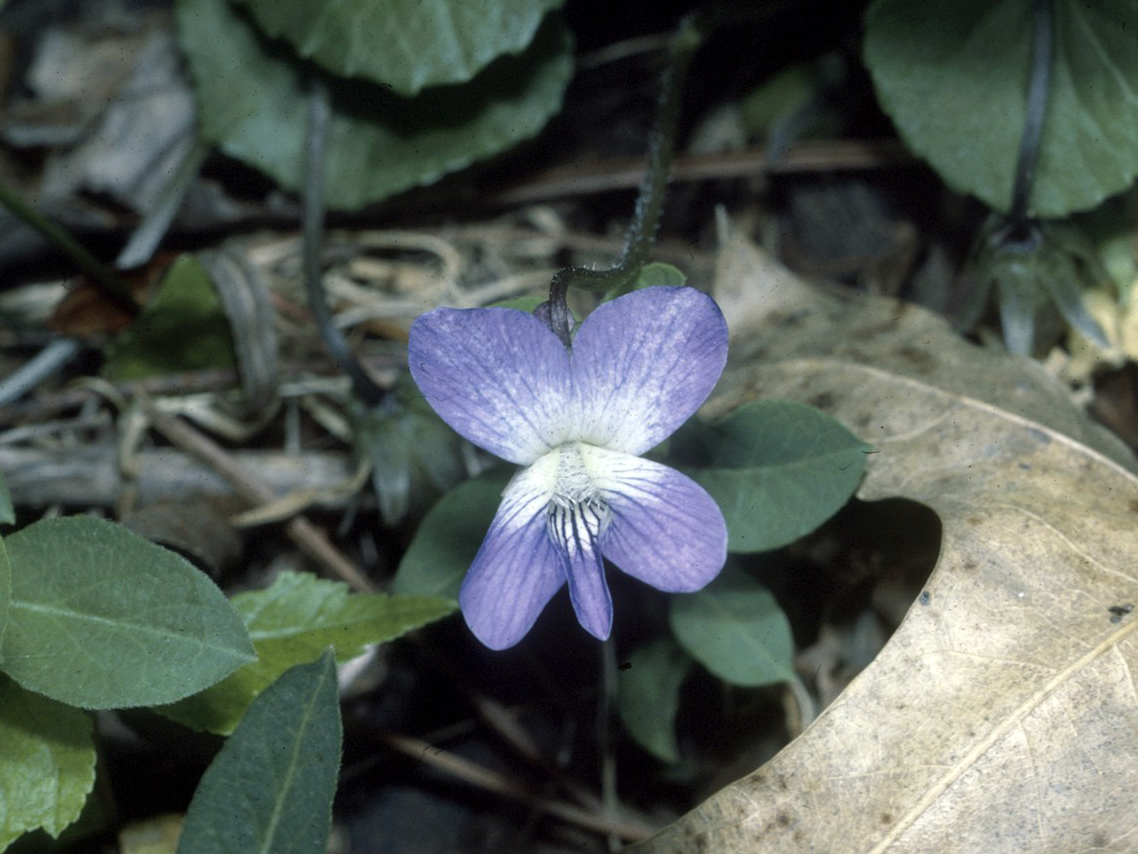